# Eslavos orientais

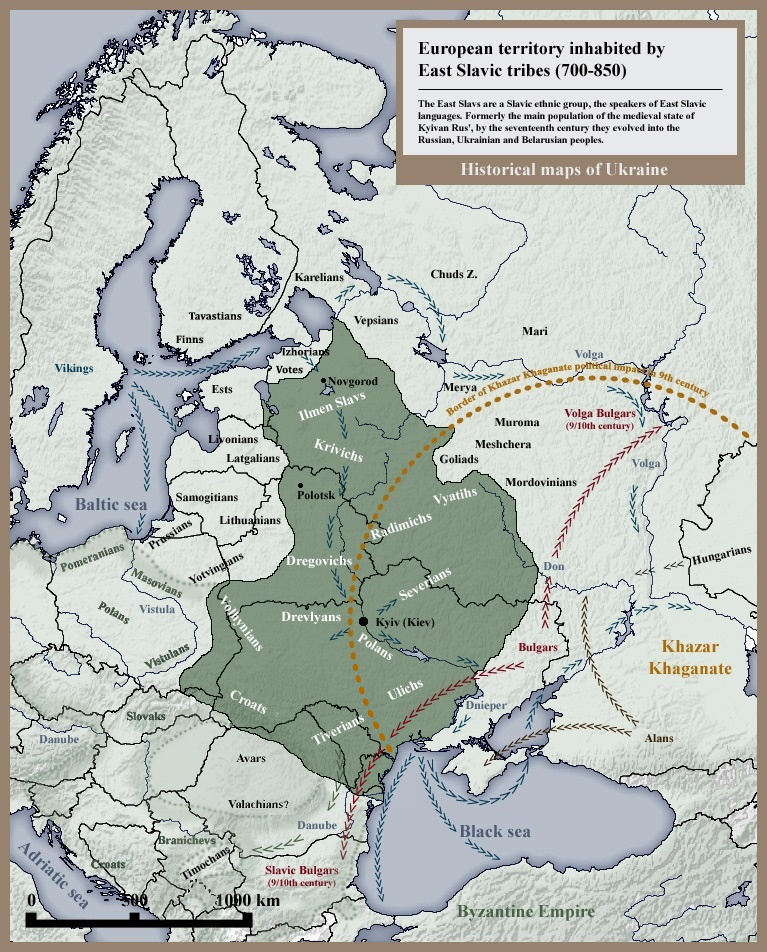
Eslavos do Leste, século IX.

Os eslavos orientais ou eslavos do leste foram um grupo étnico que evoluiu nos povos russo, ucraniano e bielorrusso. Cada uma das várias nacionalidades da Rússia tem uma história separada e origens complexas. As origens históricas do estado russo, no entanto, partilham raízes com os eslavos orientais e os povos fino-úgricos assimilados no nordeste da Europa.

## Povoamento das Planícies da Europa Oriental
Pouco se sabe sobre os eslavos orientais antas do século IX. A razão para isto vem da falta de uma linguagem escrita (o cirílico só foi criado por volta de 863 especialmente para ser adotado pelos eslavos) e do facto de as terras onde se estabeleceram serem muito remotas em relação a terras onde já se conhecia a escrita. O pouco que é conhecido vem de escavações arqueológicas, de visitantes estrangeiros que ocasionalmente visitavam a área e de resultados de análises comparativas de línguas eslavas por linguistas. Exceto pelo controverso Livro de Veles, existem muito poucos documentos russos datadas de antes do século XI, e nenhum de antes do século IX. O mais antigo manuscrito conhecido contendo informação sobre a História da Rússia é a Crônica Primária, escrita entre o fim do século XI e o começo do século XII. Fala sobre as doze plemena (uniões tribais ou nações) que se estabeleceram no século IX entre o Mar Báltico e o Mar Negro. Estas plemenas são os polanos, drevlianos, dregoviques, radimiques, viatiques, criviques, ilmenianos (eslovenos), dulebes (depois conhecidos como volínios buzanos) croatas brancos, severianos, uliques e os tivertsi.
Com base em evidências arqueológicas e linguísticas, alguns historiadores acreditam que se formaram como um grupo étnico em meados do II milênio a.C. na área que hoje é dividida entre a Polônia, Eslováquia, República Tcheca, noroeste da Ucrânia e oeste da Bielorrússia. No século VIII a.C., os eslavos entraram na Idade do Ferro e iniciaram sua expansão gradual para o leste e para o sul.
Nos séculos seguintes, colonos eslavos se encontraram com muitos outros grupos étnicos que viviam ou se moveram para a Planície da Europa Oriental. O mais bem conhecido desses grupos eram os nômades citas, que ocuparam a região da actual Ucrânia e sul da Rússia durante aproximadamente os séculos VI e II a.C. e cujas habilidades como guerreiros são legendárias. No século I a.C. os citas desapareceram, porém este termo foi utilizado algumas vezes em documentos romanos posteriores para se referir aos eslavos orientais. Entre os séculos I e IX, passaram, em suas migrações pela região, os godos, hunos, ávaros e magiares.
Apesar de alguns deles terem subjugado os eslavos na região, estas tribos tiveram pouca ou nenhuma importância. O mais significativo deste período foi a expansão dos Eslavos, os quais eram agricultores e apicultores assim como caçadores, pescadores, pastores e armadilheiros. No século VI, os eslavos eram o grupo dominante no Leste Europeu. Em 600, os Eslavos se dividiram linguisticamente em ramos meridionais, ocidentais e orientais. Os Eslavos Orientais se estabeleceram ao longo do rio Dniepre onde é hoje a Ucrânia; eles, então, se espalharam em direção ao norte nas bacias dos rios Dniestre setentrional e Bug Ocidental, nas actuais Moldávia e Ucrânia. Sua localização os possibilitou controlar as rotas comerciais entre a Escandinávia e os restos orientais do Império Romano, particularmente o Império Bizantino e as colônias gregas na costa norte do Mar Negro. Eles mantiveram relações comerciais tanto com os viquingues como com os bizantinos. Kiev, a futura capital de Rus', foi estabelecida no século V-VI como uma fortaleza que controlava o Rio Dniepre e foi utilizada para coletar taxas dos barcos vindos de Bizâncio. Muitas outras cidades foram construídas nos 500 anos seguintes.

Nos séculos VIII e IX, algumas tribos eslavas pagaram tributos aos cazares, um povo de língua turca cuja casta governante adotou o judaísmo no fim do século VIII ou no século IX e que vivia nas regiões do baixo Volga e do Cáucaso.